# 珠颈翎鹑
珠颈翎鹑，或稱加利福尼亞鶉（英語：California quail)，是翎鶉屬下的一種鳥類。其种加词“californica”意为“美国加利福尼亚的”。與同屬的、在一百至兩百萬年前分開進化的黑腹翎鹑較為相似，它們的頭部都有六隻黑色羽毛組成的、向前傾斜的冠，雄性頭頂的羽毛為深褐色，頭部其他地方有白色條紋和大面積的黑色羽毛，背部褐色、胸部灰色，雌性則和幼鳥一樣通體褐色。
它是加利福尼亞州的州鳥，原產於美國西部，但是後來被引進到了英屬哥倫比亞、夏威夷、新西蘭和澳大利亞等等許多地方。

## 亞種
珠颈翎鹑有七個亞種：
- C. c. achrustera (Peters, 1923) ：下加利福尼亞州南部
- C. c. brunnescens (Ridgway, 1884)：加利福尼亞州北部沿海到圣塔克魯茲
- C. c. californica (Shaw, 1798)：俄勒岡州北部到內華達州西部及加利福尼亞州南部及科羅納多島
- C. c. canfieldae (Van Rossem, 1939)：加州中部歐文斯谷
- C. c. catalinensis (Grinnell, 1906)：聖卡塔利娜島
- C. c. orecta (Oberholser, 1932)：俄勒岡州華納谷搭配加利福尼亞州北部
- C. c. plumbea (Grinnell, 1926) ：聖地牙哥郡到南下加利福尼亞州

## 擴展閱讀
- Calkins, Jennifer D.; Hagelin, Julie C.; Lott, Dale F. . Poole, A.; F.editorlink2=Frank Gill (ornithologist)  (编). . Philadelphia, Pennsylvania. 1999. |issue=被忽略 (帮助)
- Franks, Lee.  (PDF). Newsletter of the Friends of Edgewood Natural Preserve in San Mateo County, California. September 2002. （原始内容 (PDF)存档于2014-01-17）.
- Leopold, A. Starker. . Berkeley, California: University of California Press. 1985. ISBN 0-520-05456-3.

## 外部連結
- 互聯網鳥類收藏上有关California Quail的錄像、照片和音頻
- California Quail conservation （页面存档备份，存于） at Quail Unlimited